# Counterblast (film)
Counterblast  (titlu original: Counterblast) este un film SF britanic din 1948 regizat de Paul L. Stein. În rolurile principale joacă actorii Mervyn Johns, Robert Beatty, Nova Pilbeam.  A fost realizat de British National Films la studioule Elstree.

## Prezentare
Un om de știință nazist scapă din închisoare, asasinează un profesor de renume și îi ia locul într-un laborator de cercetare unde face experimente cu arme biologice pe care intenționează să le folosească în următorul război împotriva Marii Britanii. 

## Distribuție
- Robert Beatty – Doctor Paul Rankin
- Mervyn Johns – Doctor Bruckner
- Nova Pilbeam – Tracy Hart
- Margaretta Scott – Sister Johnson
- Sybille Binder – Martha Lert, Bruckner's housekeeper
- Marie Lohr – Mrs Coles
- Karel Stepanek – Professor Inman
- Alan Wheatley – M.W. Kennedy
- Gladys Henson – Mrs Plum
- John Salew – Padre Latham
- Anthony Eustrel – Doctor Richard Forrester
- Carl Jaffe – Heinz
- Ronald Adam – Colonel Ingram
- Martin Miller – Van Hessian
- Aubrey Mallalieu – Major Walsh
- Olive Sloane – Ingram's Housekeeper